# Bonner Karneval

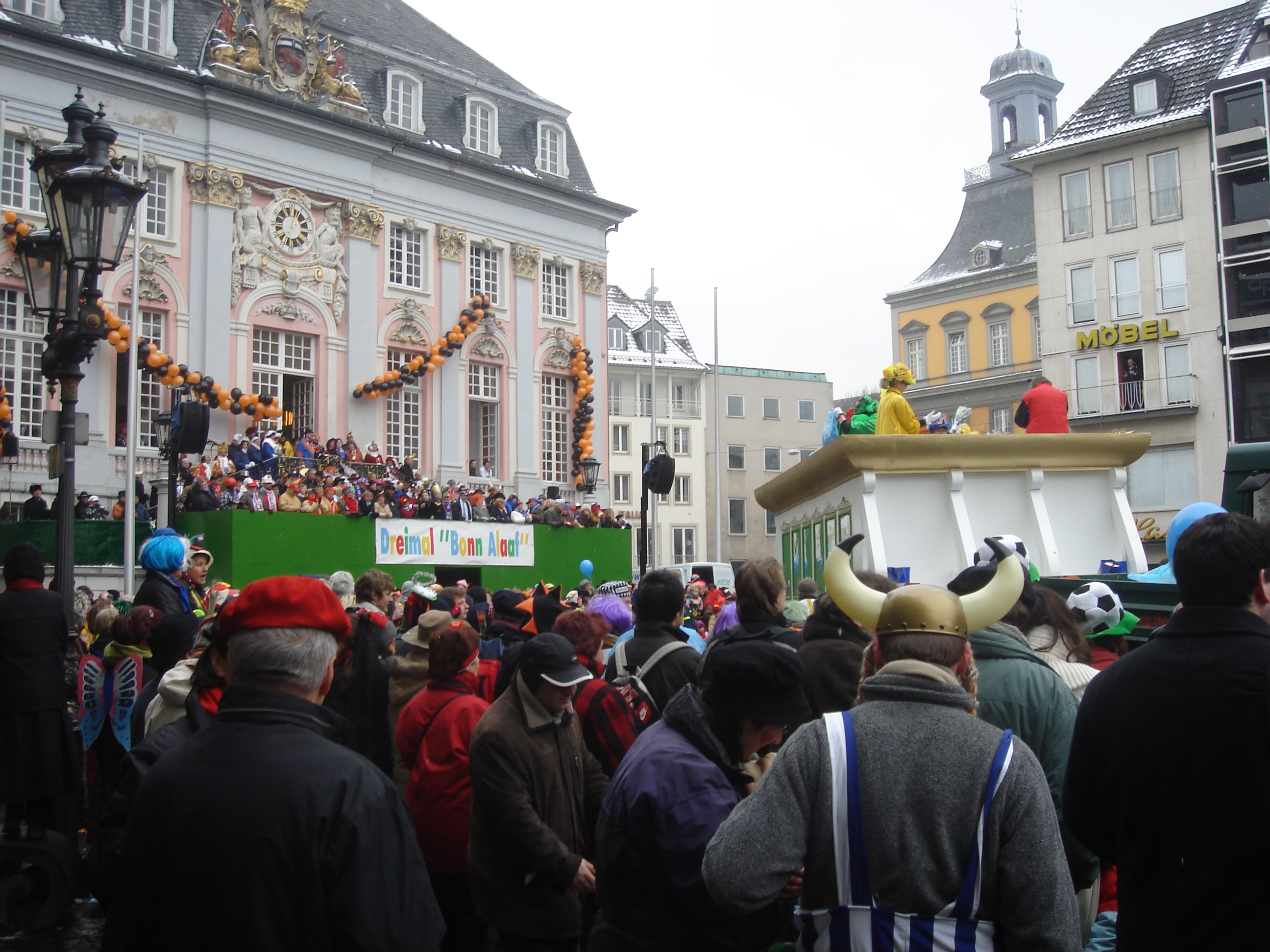
Bonner Karneval 2006

Der Bonner Karneval findet alljährlich einmal in Bonn, einer der rheinischen Karnevalshochburgen, statt. Die Session genannte Karnevalszeit wird am „Elften im Elften“ um „Elf Uhr Elf“ auf dem Bonner Marktplatz eröffnet. Kurz nach Weihnachten beginnt traditionell der Sitzungskarneval in den Sälen und Festzelten. Der Straßenkarneval startet an Weiberfastnacht, dem Donnerstag vor Aschermittwoch, mit Festumzügen (mundartlich: „Zoch“), Rathauserstürmungen und dem ausgelassenen Treiben der Jecken auf den Straßen und in den Kneipen. Den Höhepunkt der Session bildet der große Rosenmontagsumzug in der Innenstadt. Der närrische Ruf lautet seit dem 19. Jahrhundert „Bonn Alaaf“, was in etwa bedeutet: „Bonn lebe hoch“.

## Organisation und Regentschaft
Den ganzen Karneval über "regiert" das Bonner Prinzenpaar Prinz und Bonna. Der koordinierende Verein des offiziellen Bonner Karnevalsprogramms ist der Festausschuss Bonner Karneval e. V., eine gemeinnützige Dachorganisation für die Bonner Karnevalisten, die jede Session den Fastelovend in Bonn organisiert und veranstaltet und so das rheinische Brauchtum Karneval bewahrt und weiterentwickelt.

## Karneval – die "5. Jahreszeit" in Bonn

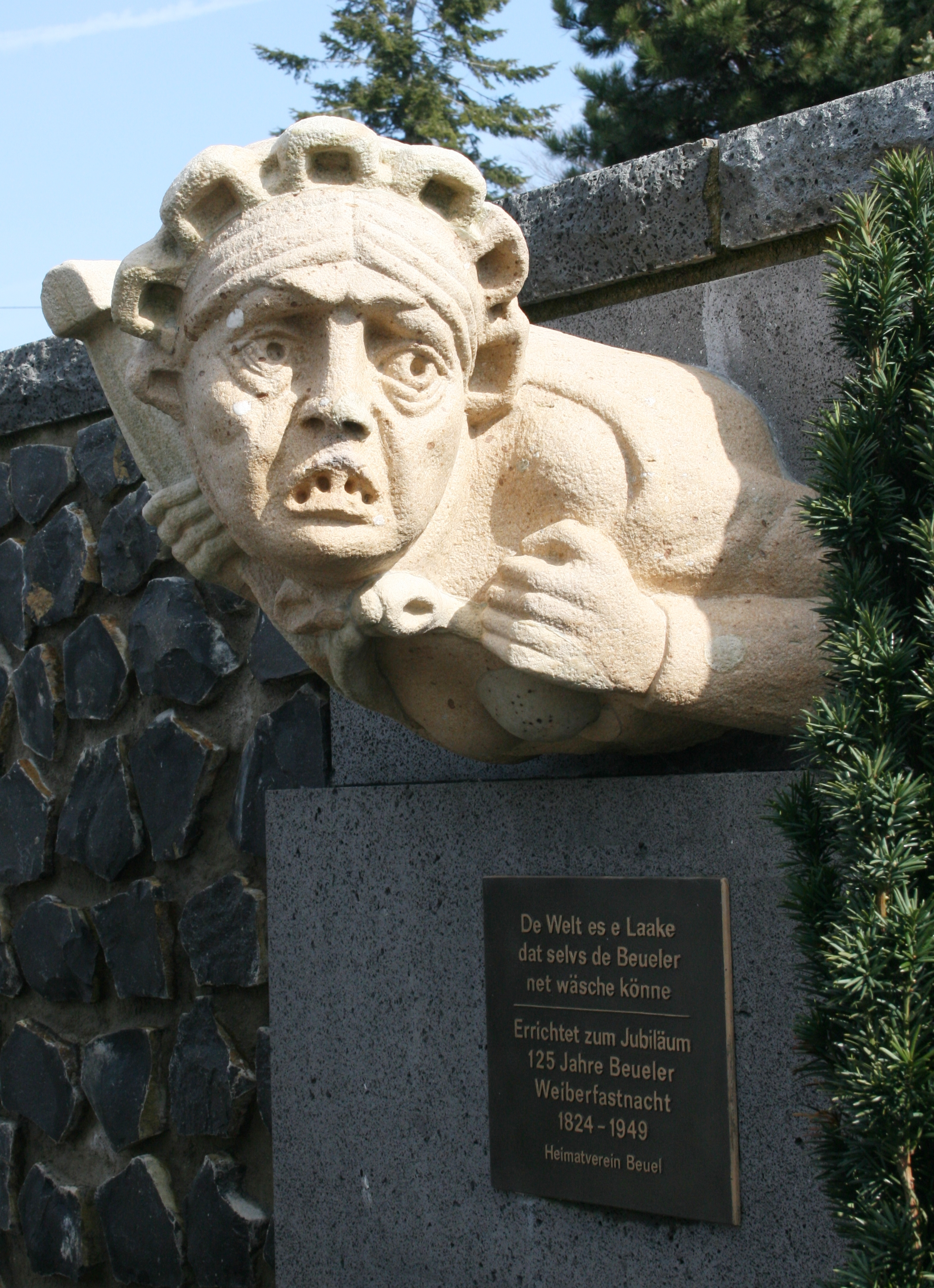
Das Brückenweibchen; errichtet zum 125-jährigen Jubiläum der Beueler Weiberfastnacht 1949

Offiziell beginnt der Karneval am 11. November eines Jahres um 11.11 Uhr und läutet damit die so genannte "5. Jahreszeit" ein. Die Zahl 11 steht für die Gleichheit aller Narren.
In Bonn feiert man den Auftakt der „Session“ traditionell auf dem Bonner Markt, das „Alte Rathaus“ bildet den Hintergrund.
Kurz nach Weihnachten beginnt der "Sitzungskarneval", bei dem Karnevalsgesellschaften "Karnevalssitzungen" mit Büttenreden, Tanz und Musik abhalten, um die "Jekken" zu unterhalten. Die größte Karnevalssitzung ist die Alternative Karnevalssitzung Pink Punk Pantheon mit alljährlich über 10.000 Besuchern. Getragen wird von den Besuchern oft eine Narrenkappe, die 1827 in Köln vom preußischen Generalmajor Baron von Czettritz und Neuhauss mit dem Ausspruch „Gleiche Brüder, gleiche Kappen“ eingeführt wurde. Die Narrenkappe hat ihren Ursprung in den Jakobinermützen der französischen Revolution.
Die heiße Phase des Karnevals liegt dann zwischen Weiberfastnacht und Aschermittwoch mit dem "Straßenkarneval". Bonn zählt zu den rheinischen Karnevalshochburgen, wenngleich es immer etwas im Schatten des größeren Kölner Karnevals steht, und auch von Düsseldorf und Mainz nach den Besucherzahlen überflügelt wird.

## Der Straßenkarneval zwischen Weiberfastnacht und Aschermittwoch
Den Auftakt der tollen Tage des Straßenkarnevals übernehmen die Beueler Wäscherinnen. Unter dem Motto: Loss de Wäsch un Arbeet lieje, komm zo de Beueler Wiever fiere! („Lass die Wäsche und die Arbeit liegen und komm zu den Beueler Weibern feiern!“) stürmen sie an Weiberfastnacht um 12 Uhr das Beueler Rathaus. Dann übernimmt die Wäscherprinzessin die Herrschaft. Zu den "Gewohnheiten" der nun "herrschenden Weiber" gehört es beispielsweise, den Männern die Krawatten abzuschneiden, weswegen geübte Bonner an diesem Tag alte oder entbehrliche Krawatten anziehen.
Auch in vielen anderen Stadtteilen haben sich eigene Traditionen entwickelt und es gibt charakteristische Regentinnen und Regenten, wie in Bad Godesberg Prinz und Godesia, in Kessenich die Kessenixe oder in den zum Li-Kü-Ra-Gebiet zusammengeschlossenen Stadtteilen Limperich, Küdinghoven und Ramersdorf die LiKüRa.
In der Bonner Innenstadt wird am Karnevalssonntag das große Biwak (ein karnevalistisches Treffen unter freiem Himmel) der Ehrengarde der Stadt Bonn veranstaltet, dessen Höhepunkt der Sturm des Bonner Rathauses bildet. Die verschiedenen Abteilungen der Bonner Stadtsoldaten "erstürmen und besetzen" dabei mit großem Tamtam und Musik das Gebäude. Zum Zeichen der närrischen Machtübernahme bis Aschermittwoch werden vom Oberbürgermeister symbolisch die Rathausschlüssel an das Prinzenpaar überreicht. Diese Tradition besteht schon seit Anfang des 20. Jahrhunderts. Auch in anderen Städten/Stadtteilen werden auf ähnliche Weise die Rathäuser gestürmt.
Finden seit Weiberfastnacht bereits die Karnevalsumzüge in den einzelnen Stadtteilen statt, so bildet der am Rosenmontag stattfindende große Rosenmontagszug in der Bonner Innenstadt einen Höhepunkt des Straßenkarnevals.
Höhepunkt am Veilchendienstag ist die traditionelle Nubbelverbrennung. Am Abend endet die Herrschaft des Prinzenpaares durch das Federnrupfen, bei dem die vier prächtigen Pfauenfedern aus der Mütze des Prinzen gerupft werden und die Bonna ihre Schärpe abgeben muss.
Am Aschermittwoch, dem ersten Tag der Fastenzeit, wird die Karnevalssession endgültig beendet. Das Bonner Stadtsoldaten-Corps und das gewesene Prinzenpaar ziehen in schwarzer Kleidung und Zylindern zum Rheinufer, um dort ihre Portemonnaies auszuwaschen. Abschließend zieht die Ehrengarde der Stadt Bonn mit einem „Trauermarsch“ zum gemeinsamen Fischessen.

## Geschichte des Bonner Karnevals

### Ursprünge des Bonner Karneval in Kurköln
Karneval wird im Rheinland seit etwa 800 Jahren gefeiert. Die Bezeichnungen lauteten ursprünglich „fasnacht“, „fastelovend“, „vasenacht“ oder auch „vastavend“, abgeleitet von der Nacht vor der Fastenzeit, womit der untrennbare Bezug des Festes zur Fastenzeit deutlich wird.
Die erste schriftliche Erwähnung des Bonner Karnevals ist eine Polizeiverordnung aus dem Jahr 1585, in welcher der Kölner Kurfürst Ernst von Bayern die Abschaffung der sogenannten Bonner Fastnachtgesellschaft verfügt. Auch eine Verordnung des Kurfürsten Ferdinand von Bayern aus dem Jahr 1622 versuchte die Karnevalsfreude der Bonner Jecken zu unterdrücken. Drei Goldgulden wurden als Strafe angedroht.
Bonn war Ende des 17. Jahrhunderts zur Residenzstadt der Kurfürsten von Köln aufgestiegen. Einen ersten Vorläufer des Bonner Rosenmontagszuges gab es bereits im Jahr 1731, als zur Fastnachtfeier zahlreiche Adlige nach Bonn an den Hof des Kurfürsten Clemens August von Bayern kamen. Die Begeisterung des Kurfürsten für Bälle, Maskeraden und die Anteilnahme am rheinischen Karneval war bekannt. Für den 6. Februar 1731 ist ein karnevalistischer Maskenumzug durch Bonn belegt, als Abschluss der Festlichkeiten, bei dem eine Bauernhochzeit dargestellt wurde. Die Adligen verkleideten sich als Bauern und vom Schloss aus gingen zwölf mit Grün und anderem Schmuck verzierte offene Wagen durch die Hauptstraßen der Residenz Bonn. Die Bürger standen zu beiden Seiten des Zuges und jubelten den Wagen zu. In diese Frühphase war Karneval eine Vergnügung des Adels.
Vermutlich ab 1760 zogen die Zunftgesellen des Handwerks in der Fastnachtzeit mit Genehmigung des Stadtmagistrates mit Musik und Tanzgruppen durch die Stadt Bonn.
1798 unternahm der letzte Kurkölnische Kurfürst Maximillian Franz einen Versuch, das Bonner Karnevalsgeschehen zu reglementieren. Die Verordnung lautete: Mit dem Fastnachtdienstag 12 Uhr nachts sollen alle Lustbarkeiten geschlossen werden bei Strafe von zwei Goldgulden. Vorausgegangen war allerdings auch, dass der Kurkölnische Staat in wirtschaftliche Schwierigkeiten geraten war.

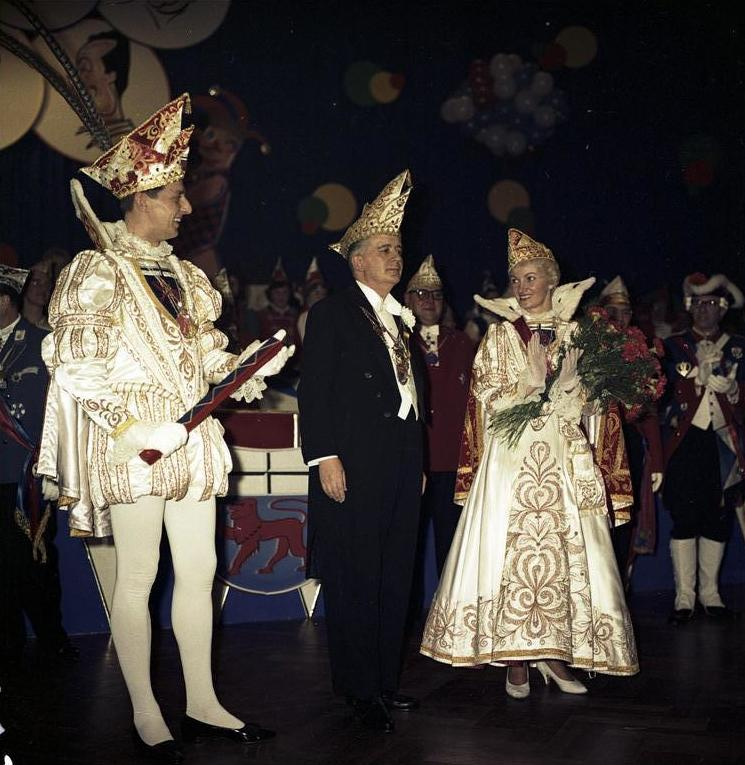
Bonner Prinzenproklamation 1961

### Karneval in Bonn nach der französischen Besatzung
Zwischen 1801 und 1814 war Bonn und das Rheinland durch die Franzosen besetzt, was den Bonner Karneval nicht beflügeln konnte, denn die Bevölkerung musste die Besatzer "aushalten". Erst nach dem Abzug der Franzosen 1814 und nachfolgender preußischen Regentschaft begann eine Friedensphase für Bonn.
Charakteristisch für die Bonner Stadtsoldaten, bis heute, sind Uniformen im französischen Stil, ganz so, wie die Uniformen der ehemaligen Besatzer. Es steht zu vermuten, dass die Uniformen bewusst nachempfunden wurden oder einzelne Exemplare in Bonn in Depots oder Schneidereien verblieben und im Karneval eine neue Verwendung fanden. Zweifellos sind die französischen Uniformen Ausdruck der Karikatur der "Machthabenden". Vielleicht verstehen sich die Uniformen aber auch als ein stiller Protest gegen die Preußen, die am 17. Januar 1814 mit Husaren und Ulanen, dazu noch Kosaken und einem ostpreußischen Jägerbataillon, in Bonn einzogen und sich, zum Ärger der Bonner, wie Sieger in einer eroberten Provinz aufführten. Zeitgenössischen Bonner wiesen bekanntermaßen immer darauf hin, dass sie keine Preußen, sondern "Beute-Preußen" seien. Ab 1825 besteht jedenfalls in Bonn der "organisierte Karneval".
Am 5. Februar 1826 wurde die Bönnsche Karnevalsgesellschaft gegründet (ab 1882 nennt sie sich Große Bonner Karnevals-Gesellschaft). Die „Bönnsche Karnevalsgesellschaft“, führte zunächst die Komische Oper „Die Dorfdeputierten“ auf.
War noch 1824 das Bonner Gesuch, einen Karnevalsumzug durchführen zu dürfen, vom preußischen König abgelehnt worden, so gelang es dem neu gegründeten Karnevals-Komitee, 1828 den ersten eigentlichen Rosenmontagszug stattfinden zu lassen. Dabei zogen Hanswurst, als Vorläufer des späteren Prinzen, sowie die Huldgöttin Laetitia im Festgewand durch die Hauptstraßen der Stadt, begleitet von 22 Gruppen bestehend aus vielen Elementen der höfischen Adelswelt wie Oberstallmeister, Leibarzt, Hofdamen, Minister etc. Am Abend fand im Schauspielhaus am Vierecksplatz (heute Berliner Freiheit) ein Maskenball statt, dessen Krönung die Aufführung einer Fastnachtsoperette war (Inhalt: Der aus seinem Felsengefängnis im Siebengebirge befreite Hanswurst, der Beherrscher des Narrenreiches, reicht Laetitia die Hand zur Ehe).
Da Bonn jedoch seit 1818 mit der Rheinischen Friedrich-Wilhelms-Universität Träger der vierten preußischen Hochschule war, untersagte der dem ungezügelten Treiben ablehnend gegenüberstehende Preußenkönig Friedrich Wilhelm III. mit einer Kabinettsorder vom 29. März 1828 noch im selben Jahr den Bonner Karneval mit der Begründung: „Wo dergleichen amoralische und in politischer Hinsicht nicht unbedenkliche Lustbarkeiten bisher nicht herkömmlich erlaubt gewesen sind, sollen sie nicht gestattet werden, am wenigsten in der Universitätsstadt Bonn.“ Wie in fast allen rheinischen Städten wurde der Karneval in Bonn aus Sorge vor Unruhen und Umtrieben während des schwer zu kontrollierenden Festes somit verboten.
Erst 1842 wurde das Verbot durch den Nachfolger Friedrich Wilhelm IV. aufgehoben, sodass ab 1843 wieder Rosenmontagsumzüge organisiert werden konnten. Im selben Jahr trat zum ersten Mal die Bonna, als Gestalt der „guten Stadt Bonn“ – zunächst noch von einem Mann dargestellt – in Erscheinung und verdrängte die römische Laetitia, die „Göttin der Freude“. Daran beteiligten sich auch die Akteure der späteren Deutsche Revolution 1848/1849, Karl Joseph Simrock, Gottfried Kinkel und seiner Frau Johanna Kinkel, die versuchten, die ideale Demokratie, Freiheit und Einigkeit auf den Bonner Karneval zu übertragen. Man kann daher auch sagen, dass sich der Karneval auch politisierte.
1873 löste dann Prinz Karneval (Josef I. [Lövenich]) den Hanswurst ab und es entstand das bis heute bestehende Paar Prinz und Bonna.

### Bonner Karneval ab dem 20. Jahrhundert
Nur in den Kriegs- und Nachkriegsjahren der beiden Weltkriege (1915–1927 und 1940–1950) gab es in Bonn kein Prinzenpaar. In diesen Zeiten war der Bonner Karneval verboten bzw. nur eingeschränkt durchführbar.
Bis zum Ausbruch des Zweiten Weltkrieges wurde der Karneval als Tourismusfaktor und zur Unterhaltung der Massen ausgebaut und von den Nationalsozialisten instrumentalisiert. Wurden traditionell die Frauenrollen des Karnevals wie Bonna, Regimentstöchter oder Funkenmariechen seit Generationen durch verkleidete Männer verkörpert, so mussten sie im Zuge des Nationalsozialismus auf Druck der NSDAP, die in ihrem Kampf gegen Homosexualität bei Männern in Frauenkleidern eine bedenkliche Nähe zum Transvestitismus sahen, alle Frauenrollen auch tatsächlich von Frauen dargestellt werden. So wurde 1935 Sibille Bois (Sibille I.) als erste Frau zur Bonna gekürt. Im Gegensatz zu den Kölnern, die nach dem Krieg ihre Jungfrau wieder durch einen Mann darstellten, beließen es die Bonner bis heute bei einer Frau.
Im Januar 1936 wurde das Beueler Stadtsoldaten-Corps "Rot-Blau" 1936 e. V. gegründet.
Eine neue Ära im Bonner Karneval begann schließlich am 27. April 1951 mit der Gründung eines neuen Dachverbandes für den Bonner Karneval: dem „Festausschuss Bonner Karneval“.

## Bonner Prinzenpaare
| Jahr      | Prinz Karneval                        | Bonna                          |
| --------- | ------------------------------------- | ------------------------------ |
| 2026      | Roland I. (Gerwing)                   | Stephanie III. (Schulz)        |
| 2025      | Oliver I. (Kleine)                    | Maike I. (Dr. Derenbach)       |
| 2024      | Cornelius I. (Diehl)                  | Carina I. (Dederichs)          |
| 2023      | Christoph II. (Wagner)                | Nadine I. (Klein)              |
| 2020      | Richard I. (Recker)                   | Katharina III. (Breidenbend)   |
| 2019      | Thomas I. (Zimmermann)                | Anne-Christin I. (Mittrich)    |
| 2018      | Dirk II. (Vögeli)                     | Alexandra III. (Roth)          |
| 2017      | Mirko I. (Feld)                       | Patty I. (Burgunder)           |
| 2016      | Michael I. (Cronenberg)               | Tiffany I. (Künster)           |
| 2015      | Jürgen I. (Römer)                     | Nora I. (Jordan)               |
| 2014      | Simon I. (Schneider)                  | Verena I. (Jansen)             |
| 2013      | Dirk I. (Müller)                      | Andrea I. (Minten)             |
| 2012      | Rainer I. (Abels)                     | Victoria I. (Caspari)          |
| 2011      | Christoph I. (Schada von Borzyskowsk) | Karin IV. (Bilanovic)          |
| 2010      | Amir I. (Shafaghi)                    | Uta I. (Göbels)                |
| 2009      | Ralf I. (Birkner)                     | Miriam I. (Schmitz)            |
| 2008      | Holger I. (Willcke)                   | Alexandra II. (Pfeiler)        |
| 2007      | Andreas II. (König)                   | Katharina II. (van Dorp)       |
| 2006      | Rico I. (Fenoglio)                    | Ina I. (Harder)                |
| 2005      | Reiner II. (Reintgen)                 | Kirsten I. (Engbrocks)         |
| 2004      | Klaus III. (Gerwing)                  | Judith I. (Marschner)          |
| 2003      | Ulrich III. (Schreck)                 | Stephanie II. (König)          |
| 2002      | Willi III. (Wester)                   | Birgit I. (Rudolf)             |
| 2001      | Franz I. (Stahl)                      | Anja I. (Pohl)                 |
| 2000      | Manfred I. (Erwe)                     | Alexandra I. (Zörner)          |
| 1999      | Andreas I. (Etienne)                  | Marion I. (Leyer)              |
| 1998      | Willi II. (Baukhage)                  | Nicole I. (Röttgen)            |
| 1997      | Frank I. (Ulte)                       | Stephanie I. (Fröschner)       |
| 1996      | Josi I. (Wild)                        | Nicola I. (Philippi)           |
| 1995      | Georg I. (Dauben)                     | Anneli I. (Friedrich-Kofelenz) |
| 1994      | Wolfgang II. (Rindermann)             | Hanneke I. (Rindermann)        |
| 1993      | Bernhard I. (Herpetz)                 | Susanne I. (König)             |
| 1992      | Heiner I. (Hemmerling)                | Roswitha I. (Hausmann)         |
| 1991      | Heiner I. (Hemmerling)                | Roswitha I. (Hausmann)         |
| 1990      | Wolfgang I. (Jakobs)                  | Gudrun II. (Bachmann)          |
| 1989      | Hansi I. (Zinn)                       | Eva I. (Mainusch)              |
| 1988      | Markus I. (Irgel)                     | Pamela I. (Irgel)              |
| 1987      | Alfred I. (Hüwel)                     | Marita I. (Gütten)             |
| 1986      | Ulrich II. (Dahl)                     | Christine I. (Miebach)         |
| 1985      | Toni I. (Mürtz)                       | Elke I. (Toussaint)            |
| 1984      | Helmut II. (Hampp)                    | Regina I. (Hampp)              |
| 1983      | Guntram I. (Sieglin)                  | Claudia I. (Sieglin)           |
| 1982      | Helmut I. (Wirtz)                     | Karin III. (Wirtz)             |
| 1981      | Kurt I. (Balk)                        | Astrid I. (Neffgen)            |
| 1980      | Bernd II. (Vonhoff)                   | Uta I. (Netzband)              |
| 1979      | Bernd I. (Werner)                     | Karin II. (Werner)             |
| 1978      | Heinz-Wilhelm I. (Blesgen)            | Elfriede I. (Blesgen)          |
| 1977      | Lothar I. (Kreutzer)                  | Helga I. (Kreutzer)            |
| 1976      | Werner II. (Kurscheid)                | Rita I. (Vellen)               |
| 1975      | Reiner I. (Schreiber)                 | Ursula I. (Wagner)             |
| 1974      | Karl-Heinz I. (Gierschmann)           | Gudrun I. (Schmitz)            |
| 1973      | Paul-Herbert I. (Berchem)             | Marianne III. (Berchem)        |
| 1972      | Ulrich I. (Kessel)                    | Eva-Maria I. (Kessel)          |
| 1971      | Peter IV. (Gitsels)                   | Doris II. (Gitsels)            |
| 1970      | Franz-Josef I. (Rott)                 | Sabine I. (Zylka)              |
| 1969      | Pit I. (Reichardt)                    | Barbara I. (Feith)             |
| 1968      | Lutz I. (Irgel)                       | Inge II. (Irgel)               |
| 1967      | Hans Karl I. (Jakob)                  | Brigitte I. (Lazecky)          |
| 1966      | Horst I. (Ahlfänger)                  | Gisela I. (Ahlfänger)          |
| 1965      | Hans V. (Blesgen)                     | Margret I. (Blesgen)           |
| 1964      | Herbert I. (Brüning)                  | Rosemarie I. (Staffel)         |
| 1963      | Klaus II. (Vogel)                     | Anneliese I. (Wiemer)          |
| 1962      | Mathias I. (Van der Weiden)           | Karin I. (Henkes)              |
| 1961      | Tom I. (Jakobi)                       | Doris I. (Jakobi)              |
| 1960      | Martin I. (Bahre)                     | Hertha I. (Skowronek)          |
| 1959      | Eberhard I. (Oertel)                  | Katja I. (Klein)               |
| 1958      | Werner I. (Schemuth)                  | Uschi. I. (Gasenzer)           |
| 1957      | Klaus I. (Schmitt)                    | Marianne II. (König)           |
| 1956      | Peter III. (Waldeck)                  | Renate I. (Müller)             |
| 1955      | Hans IV. (Fromm)                      | Marianne I. (Maurer)           |
| 1954      | Josef II. (Hecker)                    | Wilma I. (May)                 |
| 1953      | Fritz II. (Dr. Landser)               | Inge I. (Abrecht)              |
| 1952      | Hans III. (Schumacher)                | Cilli I. (Lubig)               |
| 1951      | Günter I. (Juchem)                    | Hello I. (Everwand)            |
| 1940–1950 | keine Prinzenpaare                    |                                |
|           |                                       |                                |
| 1935      |                                       | Sibille I. (Bois)              |
|           |                                       |                                |
| 1930      | Anton (Renken)                        |                                |
| 1929      | Anton (Renken)                        |                                |
| 1915–1927 | keine Prinzenpaare                    |                                |
| 1914      | Max IV. (Hasselbein)                  |                                |
|           |                                       |                                |
| 1911      | Max IV. (Hasselbein)                  |                                |
| 1910      | Max IV. (Hasselbein)                  |                                |
|           |                                       |                                |
| 1899      | Peter II. (Heinen)                    |                                |
|           |                                       |                                |
| 1873      | Josef I. (Lövenich)                   |                                |

## Bonner Traditionscorps und Traditionsgesellschaften
- Bonner Stadtsoldaten-Corps von 1872 e. V.
- Ehrengarde der Stadt Bonn – Vaterstädtischer Verein e. V.
- Beueler Stadtsoldaten-Corps „Rot-Blau“ von 1936 e. V.
- Godesberger Stadtsoldatenkorps e. V. von 1893
- Altes Beueler Damenkomitee von 1824 e. V. – Beueler Wäscherinnen
- KG Sternschnuppen e. V. von 1890
- KG Fidele Burggrafen 1937 e. V.
- Allgemeine Karnevalsgesellschaft Prinzengarde (AKP) 1947 e. V.